# Léau
Pour l’article ayant un titre homophone, voir Léo.
Pour les articles homonymes, voir Léau (homonymie).
Léau (en néerlandais Zoutleeuw) est une ville néerlandophone de Belgique située en Région flamande dans la province du Brabant flamand.

## Sections de commune
| # | Nom               | Superf. (km²). | Habitants (2020). | Habitants par km² | Code INS |
| - | ----------------- | -------------- | ----------------- | ----------------- | -------- |
| 1 | Léau              | 9,84           | 2.731             | 278               | 24130A   |
| 2 | Budingen          | 12,32          | 2.599             | 211               | 24130E   |
| 3 | Dormaal           | 4,70           | 758               | 161               | 24130D   |
| 4 | Halle-Booienhoven | 12,45          | 1.963             | 158               | 24130C   |
| 5 | Helen-Bos         | 7,54           | 524               | 69                | 24130B   |

## Histoire
Jusqu'au XVIe siècle, la ville se nommait simplement Leeuw (homonyme du mot lion en néerlandais) ou Léau (version française). Le nom est dérivé de Hlaiwa, ancien-germanique pour tumulus[réf. nécessaire]. Le préfixe Zout (sel) y serait ajouté parce que la ville avait le droit de lever une taxe sur le sel (gabelle).
Léau était une des sept villes dirigeantes du duché de Brabant.

## Patrimoine
- L'église Saint-Léonard est un édifice gothique dont les parties les plus anciennes datent du XIIIe siècle.

- L'hôtel de ville. Construit sous Charles Quint, sur des plans du malinois Rombout II Keldermans (en), c'est un charmant édifice à cheval sur le gothique et la Renaissance (1530-1538).
- La halle aux draps date du xive siècle.

## Héraldique
|  | La commune possède des armoiries qui lui ont été octroyées le 31 juillet 1841 et à nouveau le 5 octobre 1988. Le lion dans les armoiries est le lion de Brabant, comme la ville appartenait historiquement au Brabant. En 1213, les ducs de Brabant accordèrent plusieurs privilèges à Léau. Le lion figurait ainsi sur le plus ancien sceau de la ville, datant de 1248. En 1424, il était mentionné dans un document que les armoiries portaient un lion et un chef rouge uni. On ne sait pas si le chef a été ajouté simplement pour distinguer les armes du Brabant, ou s'il a été ajouté comme symbole du courage et du sang versé par les habitants pour défendre le Brabant. Le chef est également apparu sur le sceau à partir de 1640 et les armoiries n’ont donc pas changé depuis. Au XVIe siècle, d'autres variantes des armes sont utilisées. Dans un armorial de 1560 à 1570, les armoiries sont représentées comme divisées en rouge et en noir, avec un demi-lion dans la moitié supérieure. Et dans un autre armorial, le chef était représenté en argent avec un lion bleu dans le chef. Blasonnement : De sable au lion d'or armé et lampassé de gueules, au chef du même. - Délibération communale : 16 juin 1988 - Arrêté de l'exécutif de la communauté : 5 octobre 1988 - Moniteur belge : 8 novembre 1989 Source du blasonnement : Heraldy of the World. |

## Démographie

### Démographie: Avant la fusion des communes
- Source: DGS recensements population

### Démographie: Commune fusionnée
Graphe de l'évolution de la population de la commune (la commune de Léau étant née de la fusion des anciennes communes de Léau, de Budingen, de Dormaal, de Halle-Booienhoven et de Helen-Bos, les données ci-après intègrent les cinq communes dans les données avant 1977).
Les chiffres des années 1831 à 1970 tiennent compte des chiffres des anciennes communes fusionnées.
- Source: DGS , de 1831 à 1981=recensements population; à partir de 1990 = nombre d'habitants chaque 1 janvier[3]